# Mogrus semicanus
Mogrus semicanus är en spindelart som beskrevs av Simon 1910. Mogrus semicanus ingår i släktet Mogrus och familjen hoppspindlar. Inga underarter finns listade i Catalogue of Life.